# Linton (Penyard)
Pour les articles homonymes, voir Linton.
Linton est une paroisse civile et un village du Herefordshire, en Angleterre.